# Metagonia osa
Metagonia osa là một loài nhện trong họ Pholcidae. Loài này được phát hiện ở Costa Rica.